# Dennenoord
Dennenoord is het gedeelte van Zuidlaren tussen het centrum en Westlaren in de Nederlandse provincie Drenthe.

## Beschrijving
Dennenoord werd op het eind van de 19e eeuw aangelegd ten behoeve van een gesticht van de Vereeniging tot Christelijke Verzorging van Krankzinnigen en Zenuwlijders in Nederland. De vereniging kocht een dennenbos bij Zuidlaren en opende daar in 1895 een eerste gesticht, dat aanvankelijk bestond uit vier paviljoens, maar gaandeweg uitgroeide tot een centrum met achttien paviljoens. In het gesticht werden patiënten verpleegd, die gedwongen waren opgenomen. In 1935 werd een nieuw, meer voor het publiek zichtbaar paviljoen gebouwd, het Noorder Sanatorium, ontworpen door de architect Egbert Reitsma. De tuinaanleg werd verzorgd door de tuinarchitect Jan Vroom.
Het complex vormde een klein dorp met verschillende brinkjes en veel groen, met eigen voorzieningen zoals een kerk en een watertoren. Na 1975 werd er gezocht naar een andere bestemming voor een deel van de gebouwen. Zo wordt het voormalige Noorder Sanatorium gebruikt door het bio-researchcentrum van PRA International. De ggz-instelling Lentis heeft een groot aantal van de overige paviljoens in gebruik. Er is tevens op het terrein een gebouw met daarin ondergebracht een theater (De Kimme), een restaurant en een sportzaal.

## Beschermd dorpsgezicht
Dennenoord is een van rijkswege beschermd dorpsgezicht. De procedure voor aanwijzing werd gestart op 16 februari 2004. Het gebied werd op 21 februari 2007 definitief aangewezen. Het beschermd gezicht beslaat een oppervlakte van 90,8 hectare.
Panden die binnen een beschermd gezicht vallen krijgen niet automatisch de status van beschermd monument. Wel zal de gemeente het bestemmingsplan aanpassen om nieuwe ontwikkelingen in het gebied te reguleren. De gezichtsbescherming richt zich op de stedenbouwkundige en cultuurhistorische waardering van een gebied en wil het toekomstig functioneren daarvan veiligstellen.

## Trivia
Het Pieterpad loopt over het terrein van Dennenoord.